# Vil·la romana del Casale
La vil·la romana del Casale és una vil·la situada dins el territori municipal de Piazza Armerina, a la província d'Enna, al sud de Sicília. El 1997 fou declarada Patrimoni de la Humanitat per la UNESCO.

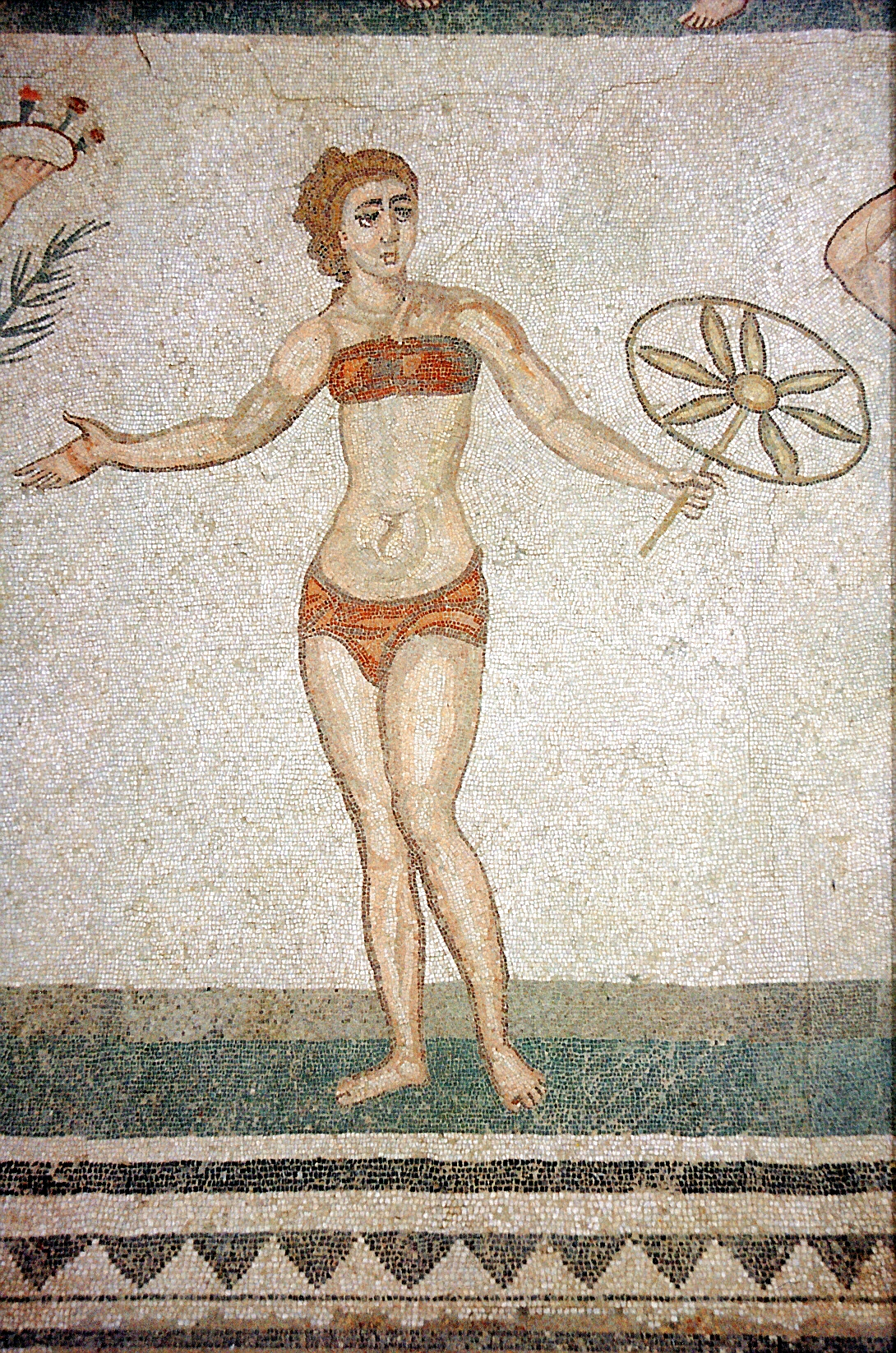
Noia en «biquini»

Va ser construïda a la fi del segle iii, hi ha diferents hipòtesis sobre qui era el propietari d'aquesta important Vil·la, que recull la més important col·lecció de mosaics romans d'Europa, algunes hipòtesis parlen del tetrarca Maximià,que va governar l'imperi entre els anys 286 i 305, que s'hauria retirat aquí després de la seva abdicació. Estudis històrics posteriors ens diuen, però, que Maximià va passar a Campània, i no a Sicília, els seus últims anys, encara que aquest fet no implica que ell o algun familiar no en fos propietari. L'estructura de la Vil·la ens indica però que el seu propietari era de segur un home al màxim graó del poder, la presència d'una basílica de dimensions considerables on rebre les audiències ens mostra un personatge d'alt rang polític imperial, si no l'emperador algú molt pròxim.
La vil·la podia ser una segona residència, mai habitada permanentment. Va ser ocupada fins a l'any 1160, quan va ser devastada per un incendi, i després va quedar sepultada per la pluja. L'any 1812 es redescobreix la propietat, una casa amb una superfície de 3.500 m² distribuïts en diversos nivells. Però es va haver d'esperar fins al 1929 per restaurar-ne el primer mosaic; les feines de restauració es van acabar l'any 1954.
L'entrada principal conduïa directament a un gran pati poligonal, d'on es passava a un gran peristil al voltant del qual estaven distribuïdes les habitacions dels hostes i les dels propietaris. Hi havia una gran basílica per a les reunions i recepcions oficials. Per als menjars s'havia previst un gran atri i un gran triclini trilobulat. La vil·la també comptava amb termes i amb el seu propi gimnàs, això sense comptar les sales del servei i les reservades a la música.
La mansió està tota revestida d'uns excepcionals mosaics policroms que estan molt ben conservats. La diversitat dels temes, el realisme i el dinamisme de les representacions en fan unes autèntiques obres d'art. Se'n destaquen grans escenes de caça animades per un sorprenent sentit del moviment, escenes circenses (cursa de quadrigues al gran circ de Roma) i, sobretot, escenes més íntimes com la que representa deu noies en «biquini» realitzant exercicis físics.

## Descripció d'ambients i mosaics

### Entrada monumental i el vestíbul
L'accés a la casa es realitza a través d'un passatge amb tres arcs, decorat amb fonts i unes pintures de caràcter militar, que recorden un Arc triomfal. A partir d'aquí es podia accedir al complex ermal i al complex residencial. El pati amb forma de ferradura està envoltat de columnes de marbre amb capitells jònics, al mig trobem les restes d'una font quadrada. El paviment original es conserva al llarg del costat nord del pati un fragment de mosaic en dos tons amb la decoració amb motius vegetals. A la banda occidental del pati hi havia una latrina.Des de l'entrada a uns passos condueixen al vestibul: el centre d'una planta geomètrica s'insereix parcialment conservada escena d'adventus  (entrada cerimonial) en dos registres. En el registre superior, un home amb una corona de fulles al cap i canelobre a la mà dreta, flanquejat per dos homes joves amb pals a la mà, sembla esperar l'arribada d'un hoste important. A la part inferior es registren alguns joves que reciten o canten ambdíptics oberts a les mans. Els estudiosos han vist una escena religiosa o potser una solemne benvinguda (salutatio) per a l'entrada del propietari - sens dubte una personalitat destacada - a casa seva.

### Peristil Quadrangular
El vestíbul d'entrada condueix al peristil: el mosaic presenta aquí una sèrie de corones de llorer, i al seu intern els caps dels animals de moltes espècies diferents (felins, antílop, bous, cabres salvatges, cavalls, onagers, cérvols, moltons, un elefant i una estruç). L'orientació dels caps canvia en dos llocs: a l'entrada de la sala, i al peu de l'escala d'accés al complex de la sala absisdata a la banda oriental. Aquest canvi probablement tenia la funció de posar l'accent en els dos itineraris a l'interior de l'edifici: el sector privat, a l'esquerra de l'entrada, que condueix a les habitacions a la banda nord, i el públic, cap a la zona de l'absis a la banda est i el nucli del triclini amb peristil ovoide.
Al centre del peristil hi havia una gran font: dues piscines semicirculars amb el costat corbat cap al centre, que simètricament emmarca una piscina de forma rectangular allargada, amb dos arcs en els costats ressalten una circumferència central.
Alineada amb el vestíbul, just més enllà del porxo del peristil, hi ha un petit compartiment absidal, el "Santuari dels Lars", emmarcat per dues columnes del peristil i amb un terra de mosaic geomètric. El mosaic té dos quadrats d'intersecció, decorats amb una senzilla trena, formant un rombe amb fulla d'heura al centre. El full d'heura, un símbol dionisíac i decoratiu de llinatge sassànida, es repeteix sovint en nombrosos paviments de la vila.
El segon dormitori té un terra de mosaic amb Amorets pescadors, amb una rica decoració als vaixells i a la roba. Els Amorets porten a la front un signe V, de interpretació incerta, que també es troba as mosaics de l'Àfrica del Nord Segle IV. El tema dels Amorets es repeteix diferentes vegades a les habitacions de la vil·la i també es repeteixen els mateixos temes, com ara cases de la costa al paisatge de fons, l'eros que inverteix la cistella amb el peix o l'altre apunt d'atacar una animal amb un trident.

### Habitacions al costat nord del gran peristil
Al llarg del costat nord del peristil trobem diversos ambients amb destinacions d'ús diferent, potser un gineceu o  Hospitium . Els primers tres espais, espais de servei en funció de la cuina, i dues àrees a la part inferior, al servei dels espais dels propietaris, els quals tenen s terra mosaics amb motius geomètrics. Els esquemes decoratius es troben presents al repertori dels mosaics del nord d'Àfrica: la hipòtesi és que les decoracions adoptades per la vila s'han desenvolupat a Roma o a Itàlia, i després han evolucionat a l'Àfrica, o que ja havien estat reelaborades pels artistes del nord d'Àfrica entre el final de segle ii i el començament del segle iii.
Les següents dues habitacions que s'obren a aquest braç del peristil són probablement dormitoris ( cubicula ), precedits per les avantcambres i amb parets decorades amb pintures.
En una de les habitacions al paviment de mosaic estan representades sis parelles de personatges, sobre dos registres. La interpretació és objecte de controvèrsia: alguns han vist episodis d'un rapte, potser el Rapte de les sabines altres, per falta d'actituds de violència o abús per part de les figures masculines, pensen que siguin unes festes de primavera en honor de Ceres. Caps, vestits, joies són rics en detalls, d'acord amb la manera típica de l'art de l'època, i les escenes són estàtiques i frontals, amb la sensació de moviment suggerit només pel volteig de les capes.
El segon dormitori té un terra de mosaic amb Amorets pescadors, amb una rica decoració als vaixells i a la roba. Els Amorets porten a la front un signe V, d'interpretació incerta, que també es troba als mosaics de l'Àfrica del Nord segle iv. El tema dels Amorets es repeteix diferents vegades a les habitacions de la vil·la i també es repeteixen els mateixos temes, com ara cases de la costa al paisatge de fons, l'eros que inverteix la cistella amb el peix o l'altre apunt d'atacar una animal amb un trident.
L'habitació del costat que s'obre cap al costat nord del peristil, potser un menjador ( coenatio ) d'hivern, més gran que els altres i amb l'entrada precedida per dues columnes, conserva el mosaic de la "Petita Caça". Dotze escenes es representen en quatre nivells;
- Al primer nivell, un caçador i els seus gossos a la recerca d'una guineu;
- Al segon nivell, un sacrifici a Diana, entre dos homes que porten sobre les seves espatlles un senglar lligat i una tercera persona que porta una llebre;
- Al tercer nivell, dos homes que espien algunes aus situades sobre els fulls d'un arbre, una gran escena amb el banquet del propietari amb els seus al bosc, un caçador a l'acte de colpir una llebre amb el venabulum;
- Al quart nivell la captura de tres cérvols amb una xarxa i la caça dramàtica d'un senglar que va ferir un home en un pantà. Són notables les figures dels dos servidors ocults darrere de la roca: un tracta de colpir la bèstia amb una pedra, l'altra es toca la cara espantat.

Aquelles representades són escenes reals de caça (venatio), que eren part de la vida quotidiana del propietari de la vila. El sacrifici a Diana, la propiciació de l'èxit de la caça, recorda molt l'arc de Constantí amb el mateix tema. Les formes compositives a Piazza Armerina són típiques de l'Antiguitat tardana: l'oficiant que fa el sacrifici i els assistents estan en la posició frontal, les branques dels arbres estan disposats simètricament als costats de l'escenari i el teló (velarium) crea un espai per al personatge principal, amb funció similar a la del cimbori de les esglésies paleocristianes.
Les escenes de caça es deriven del repertori típic de tota la zona de la Mediterrània Occidental, i estan disposades al voltant de dos episodis centrals del sacrifici i el banquet amb l'ordre i la simetria. L'esquema compositiu sembla derivar del repertori del nord d'Àfrica i el repertori dels mosaics és d'estil de la "Casa dels Cavalls" de Cartago, i per les característiques compositives-iconogràfiques, aquells que trobem a una vil·la d'Hipona: és possible que els mestres artesans fossin de procedència africana, possiblement del mateix Cartago.

### Corredor de la "Gran Caça"

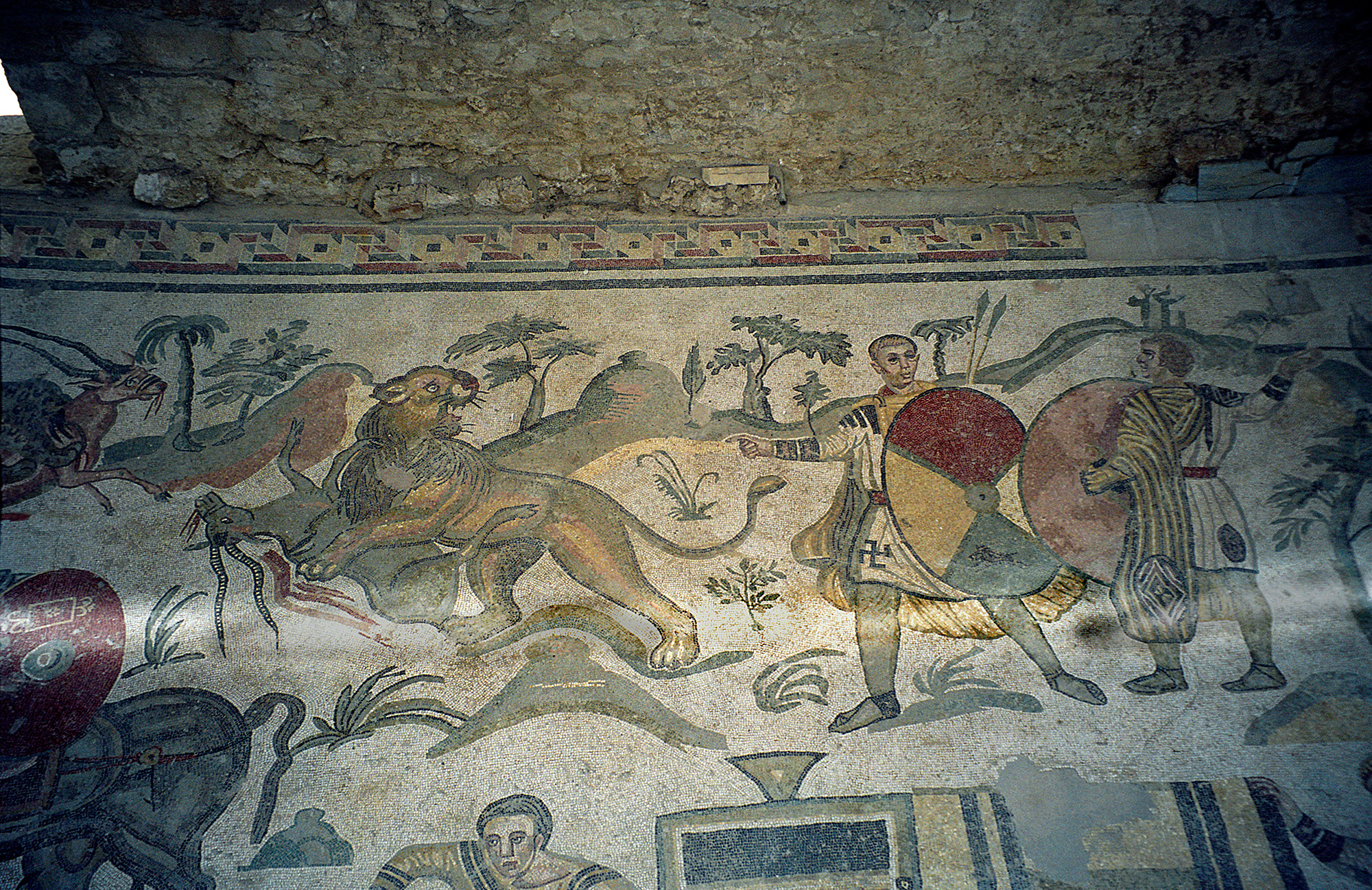
Escena de Caça

Des del fons de la zona oriental del peristil tenim accés al corredor sobrealçat de la "Gran Cacera" (65,93 m de llargada per 5 m d'ample), amb els extrems absidals. En aquest corredor, element de separació i connexió entre la part pública i la part privada, arribem a la gran sala amb un absis, segurament sala on es podien realitzar recepcions oficials imperials i al mateix temps ens comunica als apartaments privats senyorials. La importància està destacada pel pòrtic que s'obre a la part central al peristil i de la lleugera elevació: tenien accés amb dues escales dels braços nord i sud del peristil, i una tercera central, enfront de l'entrada de la gran sala amb un absidada.

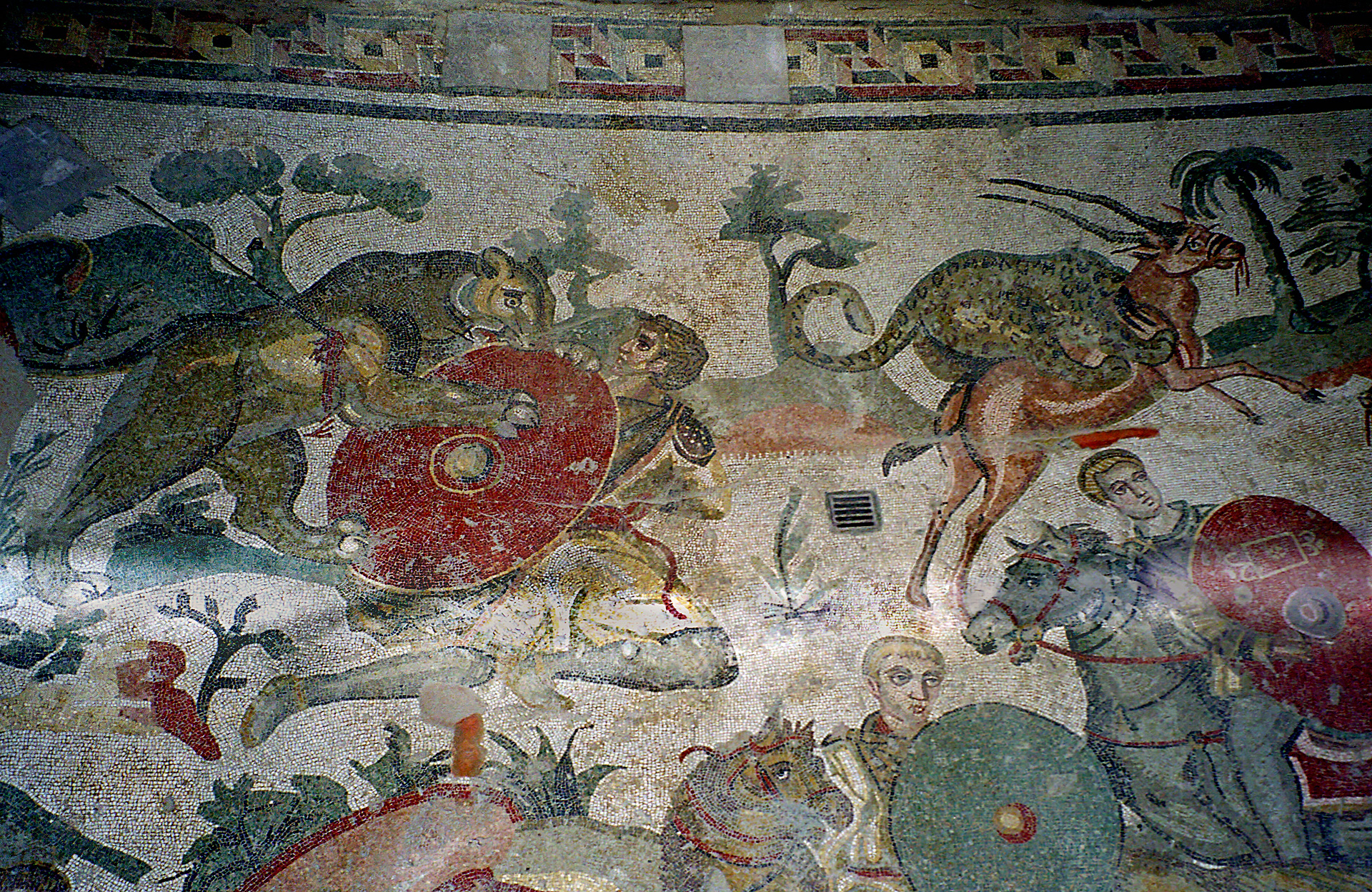
Escena de Caça

Malgrat el nom per la qual és coneguda, el tema del terra de mosaic és una gran expedició de captura, no de caça, d'animals salvatges per als jocs a l'amfiteatre a Roma: cap animal be mort i els caçadors usen les seves armes només per defensar-se. Les característiques tècniques, combinades amb l'anàlisi de les divisions evidents del mosaic, permeten identificar set escenes, realitzades segurament per dos grups diferents d'artesans del mosaic.
- Les tres primeres escenes estan realitzades amb rajoles quadrades de dimensió petita (5–6 mm), d'una forma molt regular, i amb una certa quantitat de faiança; S'han utilitzat poques escames de pedra, i hi ha uns vint diferents colors.
- Les escenes que queden, a la meitat sud de la sala, estan fetes amb unes peces una mica més grans (6–8 mm) i menys precisió als detalls; hi ha només quinze colors diferents.

La diferència estilística entre les dues bandes del passadís és molt clara. Mentre que a la meitat sud de les figures són esquemàtiques i sense volum, els de la meitat nord destaquen per la plasticitat de la representació naturalista dels cossos de les bèsties i els volums de les cortines en moviment.
És possible que la part meridional del corredor sigui obra d'artesans més conservadors, fidels als cànons estilístics del segle iii i els models de llenguatge figuratiu occidentals, mentre que a la part septentrional haurien treballat artesans més innovadors i més a prop de la cultura figurativa del segle iv, inspirats per models elaborats a Grècia i Àsia Menor i encara propers a la tradició hel·lenística.

### Complex termal

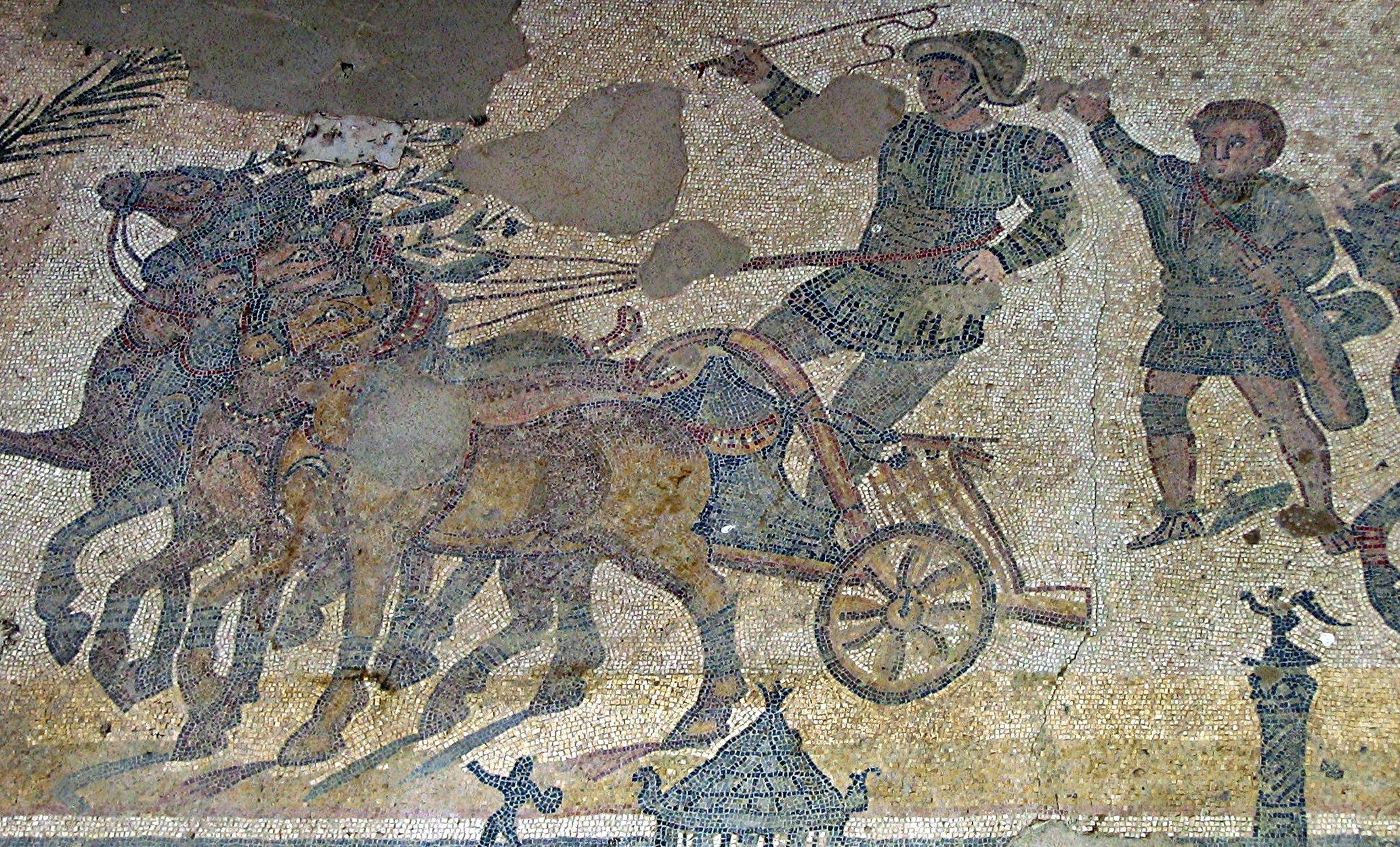
Circ Màxim de Roma

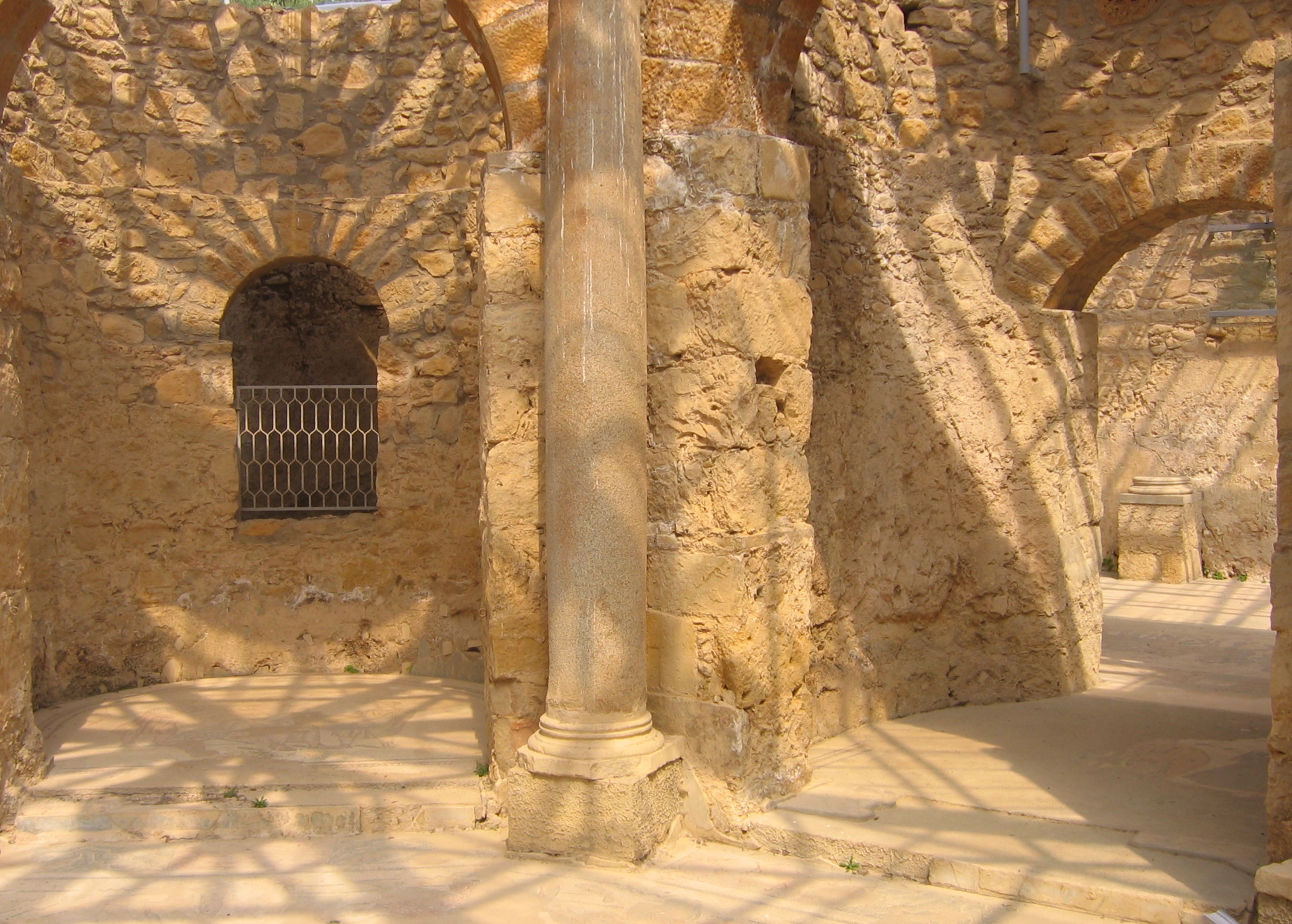
Frigidarium de les termes

Directament des de l'entrada de la vila s'accedeix al complex termal. La primera habitació, va ser probablement utilitzada com apodyterium i està decorada amb mosaics pavimentats que representen la matrona propietària de la casa.
D'aquí es passa a un corredor acabat en absis als seus extrems, i decorats amb escenes del Circ Màxim de Roma. Molt ric en detalls, incloent-hi una cursa de quadrigues, en la qual s'aprecia que ha estat la facció verda, o Prasina, la guanyadora. Aquest corredor era utilitzat probablement per als exercicis gimnàstics realitzats a cobert.
Segueix el frigidarium, una sala octogonal, amb sis nínxols absidals a les parets, dos dels quals eren utilitzats com a entrades. També hi ha una piscina natatio absidada. El mosaic de l'habitació central representa una escena de pescadors i nereides, tritons i cavalls de mar, disposats tots seguint la forma octogonal de l'habitacle.